# Álvaro Eugenio Mendoza Caamaño y Sotomayor
Álvaro Eugenio Mendoza Caamaño y Sotomayor (Madrid, 14 de novembro de 1671 - Madrid, 23 de janeiro de 1761) foi um cardeal do século XVIII

## Biografia
Nasceu em Madrid em 14 de novembro de 1671. Filho de Antonio Domingo de Mendoza, segundo marquês de Villagarcía e vice-rei de Valência, e de Juana Catalina de Rivera y Ronquillo. Foi batizado em 28 de novembro de 1671, na paróquia de San Nicolás, com o nome de Álvaro Eugenio. Seu sobrenome também está listado como Mendoza Caamaño Sotomayor; e como Mendozza.
Obteve o doutorado em teologia na Universidade de Ávila..
Em 1699, o rei Carlos II de Espanha concedeu-lhe o hábito da Ordem de Santiago, com a qual foi investido a 21 de abril de 1700..
Ordenado em julho de 1715. Arcediago de Toledo e de Santiago de Compostela. Abade nullius de Alcalá la Real e de Burgohondo (de 28 de março de 1734 até sua morte). Capelão-Mor do Real Mosteiro da Encarnação, Madrid; e sumiller de cortina. O rei Filipe V da Espanha nomeou-o esmoleiro e capelão-mor e o nomeou para o patriarcado das Índias Ocidentais em novembro de 1733..
Eleito patriarca das Índias Ocidentais e arcebispo titular de Farsalo, em 20 de janeiro de 1734. Consagrado, domingo, 9 de maio de 1734, Real Mosteiro da Encarnação das Agostinianas Descalças, Madri, por Domingo Valentín Guerra Arteaga y Leiba, arcebispo-bispo de Segóvia, assistido por Benito Madueño Ramos, bispo titular de Sion, auxiliar de Toledo, e por Dionísio Mellado Eguíluz, bispo titular de Lares, auxiliar de Toledo. Desde 1737, pertenceu à Venerável Congregação de San Pedro de sacerdotes seculares originários de Madrid. O rei Fernando VI da Espanha solicitou a promoção do Patriarca Mendoza Caamaño a cardinalato.
Criado cardeal sacerdote por Bento XIV no consistório de 10 de abril de 1747; o papa enviou-lhe o barrete vermelho com monsenhor Salviati, camareiro particular; o rei impôs-lhe o barrete a 16 de agosto de 1747, na igreja de San Jerónimo de Madrid na presença de toda a corte; ele nunca foi a Roma para receber o chapéu vermelho e o título. Não participou do conclave de 1758, que elegeu o Papa Clemente XIII. Conhecido por sua aversão ao luxo e à arrogância e famoso por ser uma pessoa astuta, alegre e prudente, distribuiu sua grande renda entre os pobres..
Morreu em Madrid em 23 de janeiro de 1761, palácio do Bom Retiro. Enterrado no mosteiro de San Gil, Madrid, no túmulo de sua mãe. Na lápide foi gravada uma breve inscrição em castelhano..